# Forestillinger (dokumentarfilm)
Forestillinger er en dansk dokumentarfilm fra 2003 instrueret af Flemming Lyngse og Mia Fryland efter manuskript af førstnævnte.

## Handling
En interaktiv, dokumentarisk fortælling til det kommende bredbåndsnet. Instruktøren Flemming Lyngse havde tidligere instrueret filmen Glistrup. På baggrund af et meget omfattende materiale samt arkivstof fra mere end 30 år bliver projektet på én gang en rejse ind i Mogens Glistrups univers og i et hjørne af dansk politiks historie.